# Our Time Is Up
Our Time Is Up ist ein US-amerikanischer Kurzfilm aus dem Jahr 2004.

## Handlung
Dr. Stern, ein Psychologe führt ein wohlgeordnetes Leben. Er gibt seinen Patienten Ratschläge, nachdem er ihnen genau zugehört hat, und versichert ihnen, dass sich alles in absehbarer Zeit zum Besten wenden wird. Dann bekommt er einen Anruf von seinem Onkologen, der ihm mitteilt, dass er nur noch wenige Wochen zu leben hat. Dr. Stern ändert seine Behandlungsmethode. Es will die Patienten nicht mehr in absehbarer Zeit, sondern sofort von ihren Problemen erlösen. Er versucht es mit schonungsloser Ehrlichkeit.

## Auszeichnungen
2006 wurde der Film in der Kategorie Bester Kurzfilm für den Oscar nominiert.
Auszeichnungen gab es für den Film beim Aspen Shortsfest mit dem Preis der Jury, beim Hamptons International Film Festival  mit dem Zuschauerpreis, beim Montreal Comedy Festival "Just For Laughs" mit dem Zuschauerpreis und  dem Portland International Film Festival ebenfalls mit dem Zuschauerpreis.

## Hintergrund
Für die Produktion des Films stand nur ein sehr kleines Budget zur Verfügung, Stab und Schauspieler arbeiteten unentgeltlich. Die Dreharbeiten dauerten zwei Tage und fanden in der Wohnung von Pearlsteins Eltern statt.
Der Film hatte seine Premiere am 8. Oktober 2004 beim Mill Valley Film Festival.
Er ist auf DVD (A Collection of 2005 Academy Award Nominated Short Films) und im iTunes Store erhältlich.